# The Sleuth
The Sleuth è un cortometraggio muto del 1925 diretto da Joe Rock e Harry Sweet che ha come interprete Stan Laurel.
Il film uscì nelle sale americane il 30 giugno 1925 e nelle sale italiane nel 1929 con il titolo Picotin detective

## Trama
Stan Laurel ridicolizza il personaggio di Sherlock Holmes vestendo i panni dell'impacciato detective Webster Dingle. L'uomo è incaricato da una donna di investigare sul conto oscuro del marito che sembrerebbe intenzionato ad ucciderla a causa di un'altra donna. Dingle risolverà il caso indossando abiti femminili e facendosi passare per la ragazza amata dall'uomo.